# Robert Zimmermann wundert sich über die Liebe
Robert Zimmermann wundert sich über die Liebe ist ein deutscher Film von Leander Haußmann aus dem Jahr 2008. Er entstand nach dem gleichnamigen Roman von Gernot Gricksch, der auch das Drehbuch verfasste.

## Handlung
Der 26-jährige Robert Zimmermann arbeitet als Gamedesigner in einer hippen, aber chaotischen Spieleschmiede in Hamburg, lebt in einer WG und ist mit seiner Kollegin Lorna liiert. Er denkt, er habe sein Leben im Griff, bis ihn eines Tages ein Kollege an einer Imbissbude versehentlich mit Ketchup bespritzt und er in der Reinigung der 20 Jahre älteren, alleinerziehenden Angestellten Monika begegnet. Für ihn ist es Liebe auf den ersten Blick, und er ist fest entschlossen, ihr Herz zu erobern. Doch das gestaltet sich schwierig – nicht zuletzt wegen des Alters- und Kulturunterschieds sowie des Widerstands von Monikas jugendlichem Sohn. 
Währenddessen gerät auch in Roberts Familie einiges aus den Fugen: Sein Vater steckt in einer Krise und verlässt seine Mutter für eine Jüngere, während seine lesbische Schwester sehr zum Missfallen ihrer Lebenspartnerin schwanger ist. Zu allem Überfluss wird im Haus der Familie ein Film über Konrad Adenauer gedreht. Außerdem steht Roberts Firma kurz vor der Präsentation eines Ego-Shooters vor einem wichtigen chinesischen Kunden, für die Robert noch eine wesentliche Änderung vornehmen muss.
Nach einigem Hin und Her rauft sich die Familie zusammen, und am Ende finden auch Robert und Monika zueinander.

## Kritiken
Für den film-dienst ist der Film eine „verharmlosende Verfilmung“ eines „harmlosen Buches“, die sich alle Mühe gebe, als Komödie zu funktionieren, wobei ein „notorischer Erzählzwang“ fast alle Pointen zu Tode reite und das Tempo verschleppe. Der Zuschauer werde „in seiner Fähigkeit, auch geistreicheren Humor zu verstehen, unterschätzt.“ Das Ergebnis sei ein Konstrukt aus Klischees und Überzeichnungen, in dem auch die guten Hauptdarsteller kaum eine Chance zur Entfaltung hätten.
Cinema bezeichnet Robert Zimmermann wundert sich über die Liebe als eine „witzige Romanze und augenzwinkernde Komödie, die […] lustvoll und listig mit den Klischees des Genres [spielt]. Zwar überzeugt die behauptete Leidenschaft zwischen Tom Schilling und Maruschka Detmers nicht wirklich, aber dafür ist es immer wieder komisch anzusehen, welch albernen Quatsch verliebte Männer verzapfen. Fast wie im richtigen Leben“. Das Fazit dieser Kritik lautet: „Romantische Komödie zwischen knallbunter Burleske und Wohlfühlkino.“
Bei dieser „Chaostruppe“ dominieren laut Margret Köhler vom Bayerischen Fernsehen nicht unbedingt „sensible Figurenzeichnung“ oder „subtiler Witz“ – der „deutsche Humorarbeiter“ Haußmann ziehe die „einfache Form von Komik vor“ und den „Grobianismus im Lachen“. Dies müsse nicht unbedingt gefallen und langweile streckenweise, aber manchmal nötige die Anreihung wirklich amüsanter Sketche und verrückter Slapsticks doch zum Schmunzeln.

## Auszeichnungen
2007 erhielt der Film den Drehbuchpreis auf den Nordischen Filmtagen Lübeck. Autor Gernot Gricksch erhielt 2008 den Bayerischen Filmpreis für das Beste Drehbuch. Die Filmmusik der Berliner Band Element of Crime wurde 2009 für den Deutschen Filmpreis nominiert.